# The Bootleg Series Vol. 11: The Basement Tapes Complete
The Bootleg Series Vol. 11: The Basement Tapes Complete är ett samlingsalbum av Bob Dylan och The Band som lanserades 4 november 2014 av Columbia Records. Albumet innehåller alla kända inspelningar som Bob Dylan gjorde tillsammans med The Band under några månader 1967 då han hämtade sig efter en motorcykelolycka, och höll låg profil. Inspelningarna är sorterade i stort sett i kronologisk ordning på sex CD-skivor. En kortare version av albumet kallad The Basement Tapes Raw lanserades samtidigt och består av två CD-skivor med "höjdpunkter".
Musiken som spelades in under perioden var aldrig tänkt som annat än demoinspelningar som ingen annan skulle höra, och spelades in på en primitiv bandspelare. Men två år senare hade flera av inspelningarna läckt och fanns tillgängliga som bootleg under titeln The Great White Wonder. En handfull av låtarna gavs slutligen ut officiellt 1975 på albumet The Basement Tapes, tillsammans med nya låtar av The Band. Senare har enstaka spår från inspelningarna släppts officiellt, till exempel en studioversion av "Quinn the Eskimo" som gavs ut på samlingen Biograph 1985, eller "I'm Not There" som gjordes tillgänglig i samband med att filmen med samma namn hade premiär 2007. Flera av låtarna har dock aldrig funnits tillgängliga officiellt. Vissa spår som "See You Later Allen Ginsberg", där melodin till "See You Later, Alligator" används är rena skämtinspelningar.

## Låtlista
(låtar utan angiven upphovsman skrivna av Bob Dylan)
| 1.  | Edge of the Ocean              |                                  | 2:20 |
| 2.  | My Bucket's Got a Hole in It   | Clarence Williams                | 1:34 |
| 3.  | Roll on Train                  |                                  | 2:00 |
| 4.  | Mr. Blue                       | Dewayne Blackwell                | 1:52 |
| 5.  | Belshazzar                     | Johnny Cash                      | 3:22 |
| 6.  | I Forgot to Remember to Forget | Charlie Feathers, Stanley Kesler | 3:19 |
| 7.  | You Win Again                  | Hank Williams                    | 2:43 |
| 8.  | Still in Town                  | Hank Cochran, Harlan Howard      | 3:04 |
| 9.  | Waltzing with Sin              | Sonny Burns, Red Hayes           | 2:48 |
| 10. | Big River (Take 1)             | Cash                             | 0:43 |
| 11. | Big River (Take 2)             | Cash                             | 2:23 |
| 12. | Folsom Prison Blues            | Cash                             | 2:46 |
| 13. | Bells of Rhymney               | Idris Davies, Peter Seeger       | 3:16 |
| 14. | Spanish is the Loving Tongue   | Charles Badger Clark             | 3:53 |
| 15. | Under Control                  |                                  | 2:50 |
| 16. | Ol' Roison the Beau            | Traditional                      | 4:55 |
| 17. | I'm Guilty of Loving You       |                                  | 1:09 |
| 18. | Cool Water                     | Bob Nolan                        | 3:03 |
| 19. | The Auld Triangle              | Brendan Francis Behan            | 5:47 |
| 20. | Po' Lazarus                    | Traditional                      | 0:59 |
| 21. | I'm a Fool for You (Take 1)    |                                  | 1:05 |
| 22. | I'm a Fool for You (Take 2)    |                                  | 2:34 |

| 1.  | Johnny Todd                                           | Traditional                      | 2:05 |
| 2.  | Tupelo                                                | John Lee Hooker                  | 2:21 |
| 3.  | Kickin' My Dog Around                                 | Traditional                      | 2:43 |
| 4.  | See You Later Allen Ginsberg (Take 1)                 |                                  | 0:29 |
| 5.  | See You Later Allen Ginsberg (Take 2)                 |                                  | 0:51 |
| 6.  | Tiny Montgomery (Lanserad 1975 på The Basement Tapes) |                                  | 2:56 |
| 7.  | Big Dog                                               |                                  | 0:23 |
| 8.  | I'm Your Teenage Prayer                               |                                  | 3:52 |
| 9.  | Four Strong Winds                                     | Ian Tyson                        | 3:41 |
| 10. | The French Girl (Take 1)                              | Tyson, Sylvia Tyson              | 2:12 |
| 11. | The French Girl (Take 2)                              | Tyson, Tyson                     | 3:00 |
| 12. | Joshua Gone Barbados                                  | Eric Von Schmidt                 | 2:45 |
| 13. | I'm in the Mood                                       | Bernard Besman, Hooker           | 1:58 |
| 14. | Baby Ain't That Fine                                  | Dallas Frazier                   | 2:10 |
| 15. | Rock, Salt and Nails                                  | Bruce Phillips                   | 4:37 |
| 16. | A Fool Such As I                                      | William Marvin Trader            | 2:57 |
| 17. | Song for Canada                                       | Pete Gzowski, Tyson              | 4:30 |
| 18. | People Get Ready                                      | Curtis Mayfield                  | 3:15 |
| 19. | I Don't Hurt Anymore                                  | Donald Robertson, Walter Rollins | 2:15 |
| 20. | Be Careful of Stones That You Throw                   | Benjamin Lee Blankenship         | 3:03 |
| 21. | One Man's Loss                                        |                                  | 3:52 |
| 22. | Lock Your Door                                        |                                  | 0:22 |
| 23. | Baby, Won't You Be My Baby                            |                                  | 2:52 |
| 24. | Try Me Little Girl                                    |                                  | 1:38 |
| 25. | I Can't Make it Alone                                 |                                  | 3:34 |
| 26. | Don't You Try Me Now                                  |                                  | 3:11 |

| 1.  | Young But Daily Growing (The Trees They Grow So High)                           | Traditional       | 5:40 |
| 2.  | Bonnie Ship the Diamond                                                         | Traditional       | 3:21 |
| 3.  | The Hills of Mexico (On the Trail of the Buffalo)                               | Traditional       | 3:05 |
| 4.  | Down on Me                                                                      | Traditional       | 0:42 |
| 5.  | One for the Road                                                                |                   | 4:49 |
| 6.  | I'm Alright                                                                     |                   | 1:45 |
| 7.  | Million Dollar Bash (Take 1)                                                    |                   | 2:52 |
| 8.  | Million Dollar Bash (Take 2 - lanserad 1975 på The Basement Tapes)              |                   | 2:34 |
| 9.  | Yea! Heavy and a Bottle of Bread (Take 1)                                       |                   | 1:50 |
| 10. | Yea! Heavy and a Bottle of Bread (Take 2 - lanserad 1975 på The Basement Tapes) |                   | 2:15 |
| 11. | I'm Not There (1956) (lanserad 2007 på soundtracket till filmen I'm Not There)  |                   | 5:12 |
| 12. | Please Mrs. Henry (lanserad 1975 på The Basement Tapes)                         |                   | 2:34 |
| 13. | Crash on the Levee (Down in the Flood) (Take 1)                                 |                   | 2:10 |
| 14. | Crash on the Levee (Take 2 - lanserad 1975 på The Basement Tapes)               |                   | 2:05 |
| 15. | Lo and Behold! (Take 1)                                                         |                   | 2:53 |
| 16. | Lo and Behold! (Take 2 - lanserad 1975 på The Basement Tapes)                   |                   | 2:49 |
| 17. | You Ain't Goin' Nowhere (Take 1)                                                |                   | 2:47 |
| 18. | You Ain't Goin' Nowhere (Take 2 - lanserad 1975 på The Basement Tapes)          |                   | 2:45 |
| 19. | I Shall Be Released (Take 1)                                                    |                   | 4:04 |
| 20. | I Shall Be Released (Take 2 - lanserad 1991 på The Bootleg Series Vol. 1-3)     |                   | 3:57 |
| 21. | This Wheel's on Fire (lanserad 1975 på The Basement Tapes)                      | Dylan, Rick Danko | 3:54 |
| 22. | Too Much of Nothing (Take 1 - lanserad 1975 på The Basement Tapes)              |                   | 3:03 |
| 23. | Too Much of Nothing (Take 2)                                                    |                   | 2:50 |

| 1.  | Tears of Rage (Take 1)                                                  | Dylan, Richard Manuel | 4:03 |
| 2.  | Tears of Rage (Take 2)                                                  | Dylan, Manuel         | 2:30 |
| 3.  | Tears of Rage (Take 3 - lanserad 1975 på The Basement Tapes)            | Dylan, Manuel         | 4:14 |
| 4.  | Quinn the Eskimo (Take 1)                                               |                       | 2:02 |
| 5.  | Quinn the Eskimo (Take 2 - lanserad 1985 på Biograph)                   |                       | 2:16 |
| 6.  | Open the Door Homer (Take 1 - lanserad 1975 på The Basement Tapes)      |                       | 2:52 |
| 7.  | Open the Door Homer (Take 2)                                            |                       | 0:58 |
| 8.  | Open the Door Homer (Take 3)                                            |                       | 3:14 |
| 9.  | Nothing Was Delivered (Take 1 - lanserad 1975 på The Basement Tapes)    |                       | 4:26 |
| 10. | Nothing Was Delivered (Take 2)                                          |                       | 3:43 |
| 11. | Nothing Was Delivered (Take 3)                                          |                       | 0:33 |
| 12. | All American Boy                                                        | Bobby Bare            | 3:58 |
| 13. | Sign on the Cross                                                       |                       | 7:21 |
| 14. | Odds and Ends (Take 1)                                                  |                       | 1:49 |
| 15. | Odds and Ends (Take 2 - lanserad 1975 på The Basement Tapes)            |                       | 1:48 |
| 16. | Get Your Rocks Off                                                      |                       | 3:45 |
| 17. | Clothes Line Saga (Answer to Ode) (lanserad 1975 på The Basement Tapes) |                       | 2:59 |
| 18. | Apple Suckling Tree (Take 1)                                            |                       | 2:40 |
| 19. | Apple Suckling Tree (Take 2 - lanserad 1975 på The Basement Tapes)      |                       | 2:50 |
| 20. | Don't Ya Tell Henry                                                     |                       | 2:30 |
| 21. | Bourbon Street                                                          |                       | 5:04 |

| 1.  | Blowin' in the Wind                                        |                      | 6:35 |
| 2.  | One Too Many Mornings                                      |                      | 3:23 |
| 3.  | A Satisfied Mind                                           | Hayes, Jack Rhodes   | 2:00 |
| 4.  | It Ain't Me, Babe                                          |                      | 3:32 |
| 5.  | Ain't No More Cane (Take 1)                                | Traditional          | 2:41 |
| 6.  | Ain't No More Cane (Take 2)                                | Traditional          | 1:57 |
| 7.  | My Woman She's A-Leavin'                                   |                      | 2:30 |
| 8.  | Santa-Fe (lanserad 1991 på The Bootleg Series Vol. 1-3)    |                      | 2:08 |
| 9.  | Mary Lou, I Love You Too                                   |                      | 2:29 |
| 10. | Dress it Up, Better Have it All                            |                      | 2:52 |
| 11. | Minstrel Boy (lanserad 2013 på The Bootleg Series Vol. 10) |                      | 1:39 |
| 12. | Silent Weekend                                             |                      | 3:00 |
| 13. | What it Gonna Be When it Comes Up                          |                      |      |
| 14. | 900 Miles from My Home                                     | Traditional          | 2:13 |
| 15. | Wildwood Flower                                            | A. P. Carter         | 2:11 |
| 16. | See That My Grave Is Kept Clean (One Kind Favor)           | Traditional          | 3:33 |
| 17. | She'll Be Coming 'Round the Mountain                       | Traditional          | 1:39 |
| 18. | It's the Flight of the Bumblebee                           |                      | 2:08 |
| 19. | Wild Wolf                                                  |                      | 3:34 |
| 20. | Goin' to Acapulco (lanserad 1975 på The Basement Tapes)    |                      | 5:36 |
| 21. | Gonna Get You Now                                          |                      | 1:30 |
| 22. | If I Were a Carpenter                                      | James Timothy Hardin | 2:23 |
| 23. | Confidential                                               | Dorina Morgan        | 1:36 |
| 24. | All You Have to Do is Dream (Take 1)                       |                      | 3:55 |
| 25. | All You Have to Do is Dream (Take 2)                       |                      | 3:19 |

| 1.  | 2 Dollars and 99 Cents                |                           | 2:35 |
| 2.  | Jelly Bean                            |                           | 2:58 |
| 3.  | Any Time                              |                           | 3:17 |
| 4.  | Down by the Station                   |                           | 1:29 |
| 5.  | Hallelujah, I've Just Been Moved      | Traditional               | 3:03 |
| 6.  | That's the Breaks                     |                           | 4:18 |
| 7.  | Pretty Mary                           |                           | 3:11 |
| 8.  | Will the Circle Be Unbroken?          | Carter                    | 2:08 |
| 9.  | King of France                        |                           | 3:53 |
| 10. | She's on My Mind Again                |                           | 4:18 |
| 11. | Goin' Down the Road Feeling Bad       | Traditional               | 3:20 |
| 12. | On a Rainy Afternoon                  |                           | 2:52 |
| 13. | I Can't Come in with a Broken Heart   |                           | 2:42 |
| 14. | Next Time on the Highway              |                           | 2:20 |
| 15. | Northern Claim                        |                           | 2:04 |
| 16. | Love is Only Mine                     |                           | 1:50 |
| 17. | Silhouettes                           | Bob Crewe, Frank Slay Jr. | 1:52 |
| 18. | Bring it on Home                      |                           | 3:07 |
| 19. | Come All You Fair and Tender Ladies   | Traditional               | 2:09 |
| 20. | The Spanish Song (Take 1)             |                           | 2:47 |
| 21. | The Spanish Song (Take 2)             |                           | 2:15 |
| 22. | 900 Miles from My Home / Confidential |                           | 2:26 |